# Gustave-Louis Blanc
Gustave-Louis Blanc (Parigi, 1872 – 1927) è stato un chimico francese.
Insegnante alla Scuola di chimica industriale di Parigi, fu autore di approfonditi lavori di chimica organica. Ha preso il suo nome una reazione chimica, la clorometilazione di Blanc.